# Liste der Stolpersteine in Bürstadt
Die Liste der Stolpersteine in Bürstadt enthält die Stolpersteine, die im Rahmen des gleichnamigen Kunst-Projekts von Gunter Demnig in Bürstadt verlegt wurden. Mit ihnen soll an die Opfer des Nationalsozialismus erinnert werden, die in Bürstadt lebten und wirkten.
Am 25. Juni 2013 wurden neun Stolpersteine verlegt, am 18. November 2014 sieben und am 9. Februar 2022 weitere vier.

## Liste der Stolpersteine
| Adresse                | Verlege- datum | Person, Inschrift | Bild                                    | Anmerkung |
| ---------------------- | -------------- | --- | --------------------------------------- | --------- |
| Andreasstraße 2 ·      | 18. Nov. 2014  | Hier wohnte Albert Meyer Jg. 1896 'Schutzhaft’ 1938 Buchenwald Flucht 1938 Argentinien                                                          | Stolperstein für Albert Meyer           |           |
| Andreasstraße 2 ·      | 18. Nov. 2014  | Hier wohnte Betty Meyer geb. Brückmann Jg. 1886 Flucht 1938 Argentinien                                                                         | Stolperstein für Betty Meyer            |           |
| Andreasstraße 2 ·      | 18. Nov. 2014  | Hier wohnte Irene Sofie Meyer Jg. 1922 Flucht 1938 Argentinien                                                                                  | Stolperstein für Irene Meyer            |           |
| Andreasstraße 2 ·      | 18. Nov. 2014  | Hier wohnte Sophie Brückmann Jg. 1870 Flucht 1938 Argentinien                                                                                   | Stolperstein für Sophie Brückmann       |           |
| Luisenstraße 7 ·       | 25. Juni 2013  | Hier arbeitete Blondina Mann Jg. 1879 deportiert 1940 Auschwitz ermordet 7.3.1944                                                               | Stolperstein für Blondina Mann          |           |
| Mainstraße 10 ·        | 9. Feb. 2022   | Hier wohnte Adolf Sondheimer Jg. 1881 'Schutzhaft' 1933 Osthofen tot an den Haftfolgen 13.7.1933 Krankenhaus Worms                              |                                         |           |
| Mainstraße 10 ·        | 9. Feb. 2022   | Hier wohnte Clementine Sondheimer geb. Kahn Jg. 1889 Flucht 1937 Argentinien 1941 USA                                                           |                                         |           |
| Mainstraße 10 ·        | 9. Feb. 2022   | Hier wohnte Alice 'Liesel' Sondheimer verh. Katzenstein Jg. 1912 unfreiwillig verzogen 1933 Frankfurt Flucht 1934 USA                           |                                         |           |
| Mainstraße 10 ·        | 9. Feb. 2022   | Hier wohnte Hertha Sondheimer verh. Lilie Jg. 1914 Flucht 1937 Argentinien 1941 USA                                                             |                                         |           |
| Mainstraße 22 ·        | 25. Juni 2013  | Hier wohnte Baruch Mehrl Jg. 1881 verhaftet 1939 Osthofen Zwangsarbeit 1939 1942 Buchenwald 'verlegt’ 1942 Bernburg ermordet 7.4.1942           | Stolperstein für Baruch Mehrl           |           |
| Mainstraße 22 ·        | 25. Juni 2013  | Hier wohnte Nina Necha Mehrl Jg. 1883 deportiert 1942 Schicksal unbekannt                                                                       | Stolperstein für Nina Mehrl             |           |
| Mainstraße 22 ·        | 25. Juni 2013  | Hier wohnte Helene Rosa Mehrl Jg. 1920 deportiert 1942 Schicksal unbekannt                                                                      | Stolperstein für Helene Mehrl           |           |
| Mainstraße 22 ·        | 18. Nov. 2014  | Hier wohnte Cäcilia Ida Mehrl Jg. 1912 Flucht 1939 Palästina                                                                                    | Stolperstein für Cäcilia Mehrl          |           |
| Mainstraße 22 ·        | 18. Nov. 2014  | Hier wohnte Moses 'Moritz' Mehrl Jg. 1913 Flucht 1939 England                                                                                   | Stolperstein für Moses Mehrl            |           |
| Nibelungenstraße 53 ·  | 25. Juni 2013  | Hier wohnte Amalia Brückmann Jg. 1879 deportiert ermordet in Auschwitzbr                                                                        | Stolperstein für Amalia Brückmann       |           |
| Nibelungenstraße 53 ·  | 25. Juni 2013  | Hier wohnte Heinz-Ludwig Brückmann Jg. 1911 Flucht 1938 USA überlebt                                                                            | Stolperstein für Heinz-Ludwig Brückmann |           |
| Nibelungenstraße 53 ·  | 25. Juni 2013  | Hier wohnte Richard Brückmann Jg. 1914 Flucht 1935 USA überlebt                                                                                 | Stolperstein für Richard Brückmann      |           |
| Nibelungenstraße 53 ·  | 25. Juni 2013  | Hier wohnte Ludwig Brückmann Jg. 1915 Flucht 1937 Palästina überlebt                                                                            | Stolperstein für Ludwig Brückmann       |           |
| Nibelungenstraße 62 ·  | 18. Nov. 2014  | Hier wohnte Gustav Flörsheim Jg. 1871 deportiert 1940 Gurs interniert Les Milles Flucht 1941 USA tot 28.9.1943                                  | Stolperstein für Gustav Flörsheim       |           |
| St. Michael-Straße 1 · | 25. Juni 2013  | Hier wohnte Pfarrer Josef Johann Jakob Adams Jg. 1902 verhaftet 1943 'Kritische Äusserungen' Gefängnis Darmstadt 1943 Dachau befreit / überlebt | Stolperstein für Josef Adams            |           |